# سالم باكي
سليم باكي، كاتب ومؤلف جزائري ولد في الجزائر عام 1971 وترعرع في عنابة شمال شرق الجزائر. بعدما قضى عام في باريس في 1995، عاد سليم باكي مجددا إلى باريس لدراسة الأدب في 1997. تقاعد في الأكاديمية الفرنسية في روما عام 2005، وهو الآن يعمل ويعيش في باريس.

## السيرة الذاتية
ولد الكاتب سليم باكي في الجزائر عام 1971 وترعرع في عنابة شمال شرق الجزائر. درس سليم باكي الأدب في جامعة السربون في باريس عام 1997، وكتب روايته الأولى، «كلب أوليسيس» عام 2001 حيث لاقت الكثير من القبول من النقاد وحصدت جائزة بريكس للأدب الفرنسي. تقاعد في الأكاديمية الفرنسية في روما عام 2005، وهو الآن يعمل ويعيش في باريس. أصبح أكثر كاتب موهوب في الجزائر يكتب عن تاريخ الجزائر من حروب واستعمار. أول روايتين كتبها كانتا جزء من حلقة روايات مستوحاة من مدينة خيالية تسمى «سيرثا». بعد قضاء سنة في روما، روايته الثالثة «اقتلهم جميعا» كانت نقطة تحول في أسلوبه في اختيار مواضيع عميقة ومؤلمة، فكانت تتحدث عم الإرهاب والقتل. روايته «سكوت محمد» نشرت في سبتمبر 2008 واختيرت لثلاث جوائز بريكس. سافر سليم باكي في أنحاء أوروبا والمغرب ليغير مفهوم الأدب لدى العامة فكان يقدم محاضرات للطلاب والقراء والجامعات. تقاعد في الأكاديمية الفرنسية في روما عام 2005، وهو الآن يعمل ويعيش في باريس. دار نشر «غاليمار» نشرت ٥ من رواياته التي لاقت القبول من النقاد، ونشر سليم باكي مجموعة قصصية بعنوان «حياة سيئة» في الجزائر الذي فاز بجائزتين «بريكس» ومنحة «الأمير بيير».

## مؤلفات الكاتب
- كلب أوليسيس، دار نشر غاليمار، 2001.
- الكاهنة، دار نشر غاليمار، 2003.
- بورتريه ذاتي مع غرناطة، 2005.
- اقتلهم جميعا، دار نشر غاليمار، 2006.
- ال١٢ حكايات منتصف الليل، دار نشر غاليمار، 2006.
- سكوت محمد، دار نشر غاليمار، 2008.[4]
- مغامرات سيندباد والبحار، دار نشر غاليمار، 2010.[5]
- أنا، خالد كلكال، 2012.
- الصيف الماضي لشاب، 2013.
- القنصل، دار نشر غاليمار، 2014.

## الجوائز
- جائزة بريكس للمهنة الأدبية، 2001.
- جائزة بريكس للمهنة الأدبية، 2008.[3]